# Hagnesta Hill
Hagnesta Hill es un álbum de la banda sueca Kent, publicado en 1999 (versión sueca) y 2000 (versión en inglés). Para la versión en inglés se agregaron dos nuevas canciones, "Quiet Heart" y "Just Like Money" , y "Ett tidsfördriv att dö för" y "insekter" quedaron fuera. Este fue el segundo y último álbum de Kent grabado en inglés, ya que la recepción del álbum (como la de su predecesor, Isola) no fue tan positiva como se esperaba. 
El título del álbum hace referencia al lugar donde la banda hizo sus primeros ensayos. 

## Lista de canciones

### Versión sueca
1. "Kungen är död" – 4:14
2. "Revolt III" – 3:10
3. "Musik non stop" – 4:34
4. "Kevlarsjäl" – 4:26
5. "Ett tidsfördriv att dö för" – 4:34
6. "Stoppa mig juni (Lilla ego)" – 6:21
7. "En himmelsk drog" – 4:03
8. "Stanna hos mig" – 3:57
9. "Cowboys" – 5:49
10. "Beskyddaren" – 4:45
11. "Berg & dalvana" – 4:48
12. "Insekter" – 4:08
13. "Visslaren" – 7:47

### Versión en inglés
1. "The King Is Dead" – 4:17
2. "Revolt III" – 3:10
3. "Music Non Stop" – 4:34
4. "Kevlar Soul" – 4:26
5. "Stop Me June (Little Ego)" – 6:22
6. "Heavenly Junkies" – 4:04
7. "Stay With Me" – 3:58
8. "Quiet Heart" – 5:25
9. "Just Like Money" – 4:16
10. "Rollercoaster" – 4:54
11. "Protection" – 4:46
12. "Cowboys" – 4:08
13. "Whistle Song" – 7:47
14. "A Timekill to Die For" – 4:37
15. * Pista oculta en Edición Japonesa

## Sencillos

### Suecia
- "Musik non stop"
- "En himmelsk drog"
- "Kevlarsjäl"

### EE. UU.
- "Music Non Stop"

## Personal
- Joakim Berg – voz, guitarra
- Martin Sköld – bajo, teclados
- Sami Sirviö – guitarra líder, teclados
- Harri Mänty – guitarra rítmica, programación, percusión
- Markus Mustonen – batería, piano de cola, teclados, coros

### Músicos invitados
- Bill Öhrström – armónica en pista 4
- Jörgen Wall – percusión en pista 8
- Håkan Nyqvist – cuerno francés
- Peter Asplund – trompeta
- Sven Berggren – trombón
- Tony Bauer – viola
- Jannika Gustafsson – violín
- Saara Nisonen-Öman – violín
- Kati Raitinen – chelo
- Joakim Midler – arreglos de cuerda y metal

- Datos: Q1754474